# Jamie Bochert
Jamie Bochert (1983) es una modelo y músico estadounidense.

## Carrera

### Modelaje
Bochert fue descubierta por un agente en 2002 mientras trabajaba como camarera en Los Ángeles. 
La modelo debutó en la pasarela para Ann Demeulemeester en marzo en 2002 y llamó la atención por su look andrógino, que la llevó a aparecer en i-D Reino Unido en septiembre de ese año.
En kayo de 2003, Bochert protagonizó el documental Models: The Real Skinny. A pesar del éxito, en 2004, Bochert anunció que dejaba la pasarela para centrarse en la música. Sin embargo, en 2008, volvió al trabajo, firmando contratos con Women Management y Elite Model Management.
Bochert ha aparecido en editorialea de Vogue Italia y Alemania, Elle, W, V y i-D. 
Ha aparecido en las portadas de Vogue Italia y Japón, i-D, y Numéro Francia.
Ha desfilado para Bottega Veneta, Versace, Dries Van Noten, Tom Ford, Prada, Loewe, Givenchy,  Chanel, Marc Jacobs, Sonia Rykiel, Alexandre Vauthier, Anna Sui, Michael Kors, Missoni, Dior, Thierry Mugler, Lanvin, Prabal Gurung, Alexander Wang, Proenza Schouler, DSquared2, Fendi, Louis Vuitton, Vera Wang, Rodarte, Max Mara, Balenciaga, Viktor & Rolf, Salvatore Ferragamo, Diesel, Diane Von Furstenberg, Jean Paul Gaultier, Roberto Cavalli, Jeremy Scott, Alexander McQueen, Zac Posen y Céline. 
Ha aparecido en anuncios de Givenchy, Marc Jacobs, Balenciaga, Calvin Klein, Valentino, Phillip Lim, Bvlgari, Lanvin, Diesel, H&M, Christopher Kane, Maison Margiela, Jimmy Choo, Karen Millen, Furla y Gucci.

### Música
A pesar del éxito en el modelaje, Bochert ha citado la música, o más bien su banda, Francis Wolf, como su "prioridad."

### Película
En 2005, Bochert apareció en la película del músico Kim Gordon, Perfect Partner.